# Vestre Åkrøyskjær
Vestre Åkrøyskjær est une île norvégienne du comté de Hordaland appartenant administrativement à Austevoll.

## Description
Il s'agit d'un rocher s’étendant sur environ 34 m de longueur pour une largeur approximative de 22 m. 